# Colotis lais
Colotis lais is een vlindersoort uit de familie van de Pieridae (witjes), onderfamilie Pierinae.
Colotis lais werd in 1876 beschreven door Butler.